# Robert Abadjian
Robert Abadjian (en arménien : Ռոբերտ Աբաջյան), né le 16 novembre 1996 et mort le 2 avril 2016, est un sergent subalterne d'Arménie dans l'armée de défense de la République d'Artsakh. Il reçoit à titre posthume le titre de « Héros d'Artsakh », titre honorifique le plus élevé de ce pays. Abadjian est le plus jeune homme ayant reçu le titre à l'âge de 19 ans.

## Biographie
Robert Abadjian a combattu pendant plusieurs heures contre les forces spéciales des Forces armées azerbaïdjanaises lors des affrontements arméno-azerbaïdjanais de 2016 dans la ligne de contact nord-est dans la nuit du 1er au 2 avril. Après s'être retrouvé seul et inférieur en nombre, il fait mine de se rendre et fait exploser une grenade à main, le tuant sur le coup et touchant les soldats azéris qui s'approchaient.
Le 8 mai 2016, Robert Abadjian reçoit ainsi à titre posthume l'Ordre de l'Aigle d'or ainsi que le titre honorifique le plus élevé d'« Héros d'Artsakh »,.